# Teodoros Christodulu
Teodoros Christodulu (Θεόδωρος Χριστοδούλου, ur. 12 marca 1977 w Nikozji) – cypryjski narciarz alpejski. Należy do klubu Troodos Ski Club.

## Przebieg kariery
Po raz pierwszy w mistrzostwach świata wziął udział w ich edycji z 1997. Nie ukończył jednak ani slalomu, ani slalomu giganta. Na Zimowej Uniwersjadzie 1999 zajął 75. pozycję w gigancie. Na Mistrzostwach Świata 2001 zajął 39. miejsce w gigancie i 42. w slalomie. Następnie wziął udział w Zimowych Igrzyskach Olimpijskich 2002 w Salt Lake City, gdzie zajął 54. miejsce w gigancie, natomiast nie ukończył slalomu. Podczas MŚ 2003 uplasował się na 59. miejscu w gigancie i również nie ukończył slalomu. Mistrzostwa Świata 2005 zakończyły się dla niego 58. pozycją w gigancie i 48. w slalomie.
W następnym roku wziął udział w igrzyskach olimpijskich, gdzie zajął 34. miejsce w slalomie gigancie i 38. miejsce w slalomie, co było jego najlepszym wynikiem na tak prestiżowej imprezie. Był wówczas, podobnie jak cztery lata wcześniej, jedynym reprezentantem swojego kraju na igrzyskach.

## Wyniki olimpijskie
| Igrzyska            | Konkurencja            | Czas    | Wynik |
| ------------------- | ---------------------- | ------- | ----- |
| Salt Lake City 2002 | Slalom gigant mężczyzn | 2:41.59 | 54.   |
| Salt Lake City 2002 | Slalom mężczyzn        | –       | DNF   |
| Turyn 2006          | Slalom gigant mężczyzn | 3:02.03 | 34.   |
| Turyn 2006          | Slalom mężczyzn        | 2:06.55 | 38.   |